# 上野真歳
上野 真歳（うえの まさとし、1970年 - ）は、和歌山県有田郡湯浅町出身の日本の実業家、コンサルタントである。株式会社とち亀物産代表取締役社長、株式会社BUNZA代表取締役社長を務める。

## 来歴・人物
1970年に和歌山県有田郡湯浅町に生まれ、和歌山県立耐久高等学校を卒業した。
1988年に株式会社山本水産に入社し、1991年に家業のとち亀食品に入社した。1999年に株式会社とち亀物産を設立し、代表取締役社長に就任した。2000年からみかんのインターネット販売を始めた。2005年からインターネットマーケティングのコンサルティング事業を始め、2007年に法人化した。同年、株式会社BUNZAを設立、代表取締役社長に就任した。
全身オレンジのスーツでメディアに出演する。

## 役職
- 和歌山県若手起業家勉強会ネクストステージ副会長
- 楽友商店会会長
- 一般財団法人日本電子商取引事業振興財団認定講師
- 和歌山県新農林水産業戦略プロジェクト推進事業専門アドバイザー
- 和歌山県経営技術強化支援事業登録専門家
- 和歌山県ITマーケティングリーダー

## 著書
- 地方発信型ビジネスモデルの作り方』（2008年、明日香出版、ISBN 9784756911889）

## 出演

### CM
- パナソニック「プレイベート・ビエラ」『持ち運び篇』『お風呂篇』『日本全国PRIVATE VIERA SHOW篇』（2015年 - 2016年）

### テレビ
- 同い年のマジですごいやつ〜各業界のカリスマ年男年女大集合〜（2018年1月3日、TBSテレビ）[3]

### ラジオ
- オピニオントーク（2009年 - 、和歌山放送、パーソナリティ）[1]
- もっとつれわか（2008年[1] - 2009年、和歌山放送、コメンテーター）